# Dimetoat
El dimetoat és un insecticida de la família dels organofosforats. La seva via d'actuació és per contacte amb inhibició de la colinesterasa, tret comú amb la resta d'organosfosforats. El nom segons la IUPAC és O,O-dimetil-S-metilcarbamoilmetil fosforoditionat.

## Utilització de l'insecticida
L'insecticida s'empra contra els àcars i insectes de forma sistemàtica per contacte directe. El ventall d'insectes en el que el dimetoat és efectiu és molt ampli, i va des d'insectes fulla fins a mosques de fruites, cotó o d'altres vegetals. També s'utilitza a granges de cavalls. L'insecticida es pot trobar comercialment en tota mena de formats, esprai, emulsió concentrada o en pols.
Està englobat dins dels organofosforats i com tots ells la seva actuació se centra en la interferència de la colinesterasa, l'enzim que és bàsic en el funcionament del sistema nerviós.

## Riscs

### Toxicitat
El dimetoat és moderadament tòxic per ingestió, inhalació i per absorció dèrmica. Pel que fa a aquesta via darrera, com passa amb tots els organofosforats, és molt important de ser molt curós atès que aquesta via d'absorció és molt efectiva. La pell contaminada amb aquest producte ha de ser netejada amb aigua abundant i sabó immediatament. També s'ha de tenir molta cura amb la roba que hi ha pogut tenir contacte.
Malgrat que hi ha hagur casos d'irritació dels ulls en treballadors que manipulaven aquesta substància, les proves fetes en laboratori han determinat que l'element irritant no és el mateix dimetoat.
Els símptomes primers de contaminació per inhalació lleu son malestar respiratori, tos i hemorràgia nasal. Aquests primers símptomes poden anar seguits de nàusees, diarrea o vòmits, però aquests efectes disminuiran al cap d'unes quantes hores. En el cas d'una contaminació severa d'aquesta substància, el sistema nerviós central es veurà afectat i hom notarà problemes de coordinació, feblesa o pèrdua de reflexos. En els casos més greus pot arribar a provocar arrítmies, psicosis i convulsions.
A nivell experimental en el laboratori, l'LD50 per via oral del dimetoat en rates és de 387 mg/kg i de 350 mg/kg en porcs. Per inhalació, l'LC50 (4 hores) per a rates és > 1.6 mg/litre d'aire.
En cap cas de contaminació per dimetoat no s'han observat efectes crònics, però sí un agreujament dels símptomes si l'exposició ha estat més acusada.

### Comportament a l'organisme
El dimetoat és ràpidament metabolitzat pels mamífers. Les rates n'excreten 61% de la dosi administrada, en orina i per expiració d'aire, en menys de 24 hores. En d'altres estudis, de la dosi subministrada a les rates per via oral, 50% de l'insecticida s'elimina per l'orina i 25% per defecació durant les 24 hores posteriors. En persones voluntàries, la dosi subministrada va ser excretada en 76% de casos abans de 24 hores.

## L'insecticida al medi ambient

### Estudi del dimeoat al sòl i aigües subterrànies
A causa de l'alta solubilitat en aigua del dimetoat i de la feble adsorció a partícules sòlides, l'insecticida és arrossegat considerablement pel dissolvent en aquest medi. D'altra banda, el dimetoat es degrada per hidròlisi, sobretot en sòls alcalins. Cal considerar les altes quantitats de l'insecticida que s'evapora, entre 20 i 40% de la quantitat estudiada. Cal destacar també la biodegradació que pateix en sòls arenosos no estèrils.
El dimetoat no és persistent. La mitjana de persistència en sòls és de 4 a 16 dies; en condicions d'humitat i pluges, aquests temps es redueixen fins a 3 dies. És ràpidament degradat per la majoria dels microorganismes del subsòl.

### Estudi del dimetoat en medi aquós
A l'aigua, no es preveu que el dimetoat s'adsorbeixi a sediments o partícules suspeses ni tampoc que n'hi hagi bioacumulació en organismes aquàtics. És objecte d'hidròlisis de forma significativa, especialment en aigües amb un pH entre 7-9.
Fotòlisi i evaporacions en aigües obertes no són mecanismes de degradació que s'estimen significatius. El temps de persistència mitjana en rius és de 8 dies, però pot ser que es degradi totalment en aquest temps per efecte de l'acció microbiana.

## Enllaços i Fonts bibliogràfiques
- http://npic.orst.edu/RMPP/rmpp_ch4.pdf
- http://www.epa.gov/oppsrrd1/op/dimethoate.html
- http://extoxnet.orst.edu/pips/dimethoa.htm